# 太和区
太和区是辽宁省锦州市下辖的一个市辖区。區人民政府駐太和街道解放西路226號。

## 行政区划
太和区下辖10个街道办事处：
太和街道、大薛街道、新民街道、营盘街道、女儿河街道、天桥街道、杏山街道、娘娘宫街道、凌南街道、松山街道和锦州市果树农场。

## 人口
根據第七次人口普查數據，截至2020年11月1日零時，太和區常住人口為175098人。